# Parafia Chrystusa Króla Wszechświata w Łysych
Parafia pw. Chrystusa Króla Wszechświata w Łysych – rzymskokatolicka parafia należąca do dekanatu Myszyniec, diecezji łomżyńskiej, metropolii białostockiej. Parafię prowadzą księża diecezjalni.

## Historia
Parafia została erygowana w 1884 roku. W momencie powstania parafia obejmowała wiernych z 10 miejscowości, w których mieszkało 5458 parafian. W 2004 roku liczba parafian wynosiła 3469.
Funkcję kościoła parafialnego pełni kościół pw. Chrystusa Króla Wszechświata. Kościołem filialnym jest kościół pw. św. Anny, zbudowany w 1882 roku.

## Zasięg parafii
Do parafii należą wierni z miejscowości: Łyse, Dęby, Pupkowizna, Serafin, Tyczek i Wejdo.

## Galeria

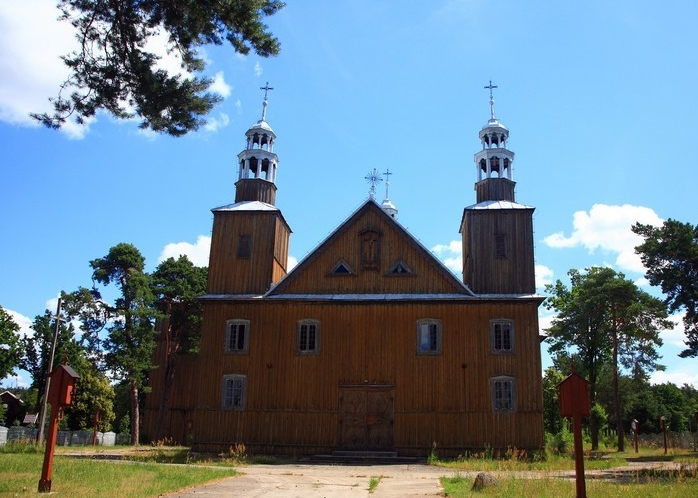
Kościół św. Anny
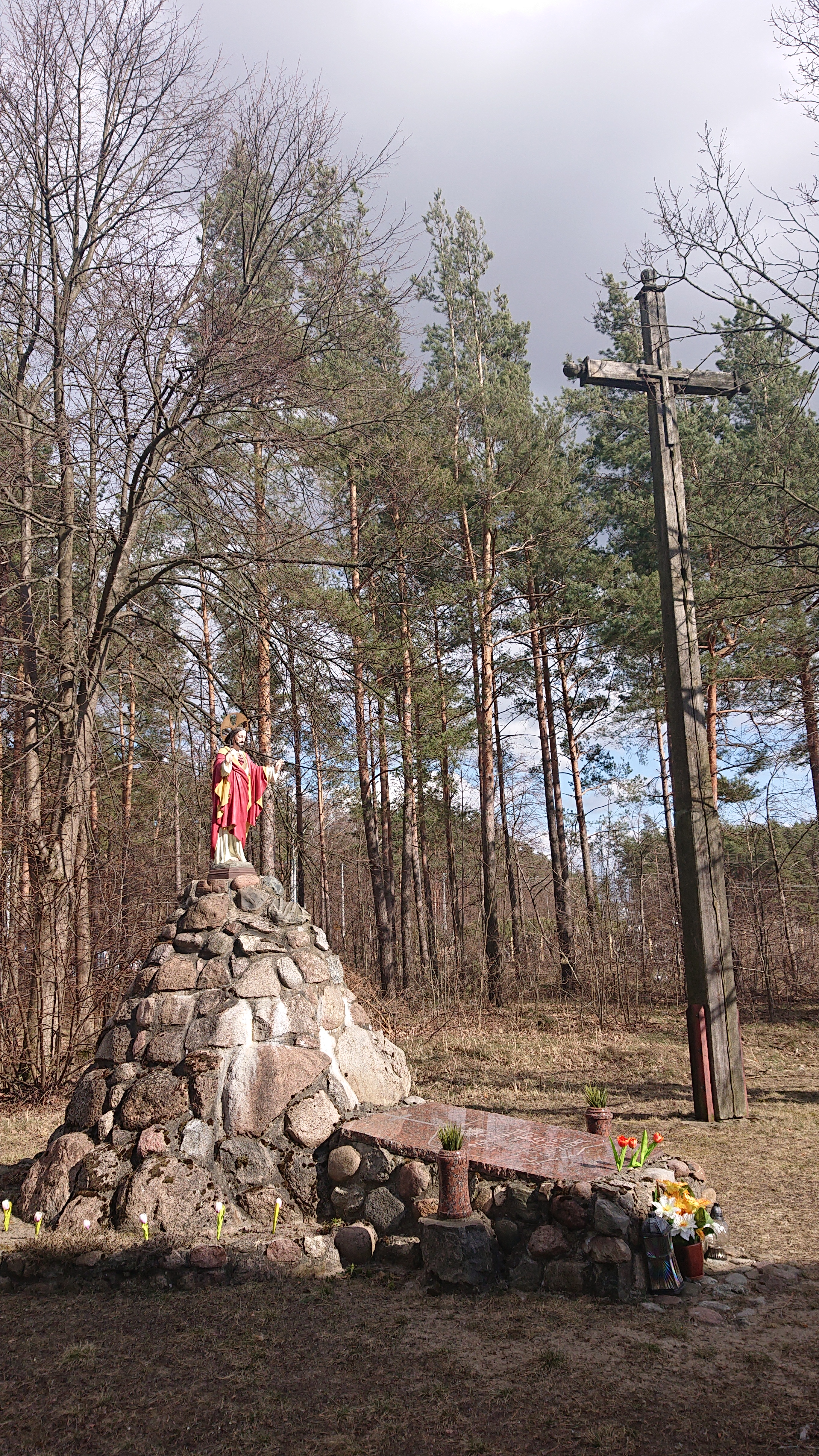
Krzyż i figura Jezusa przy starym kościele
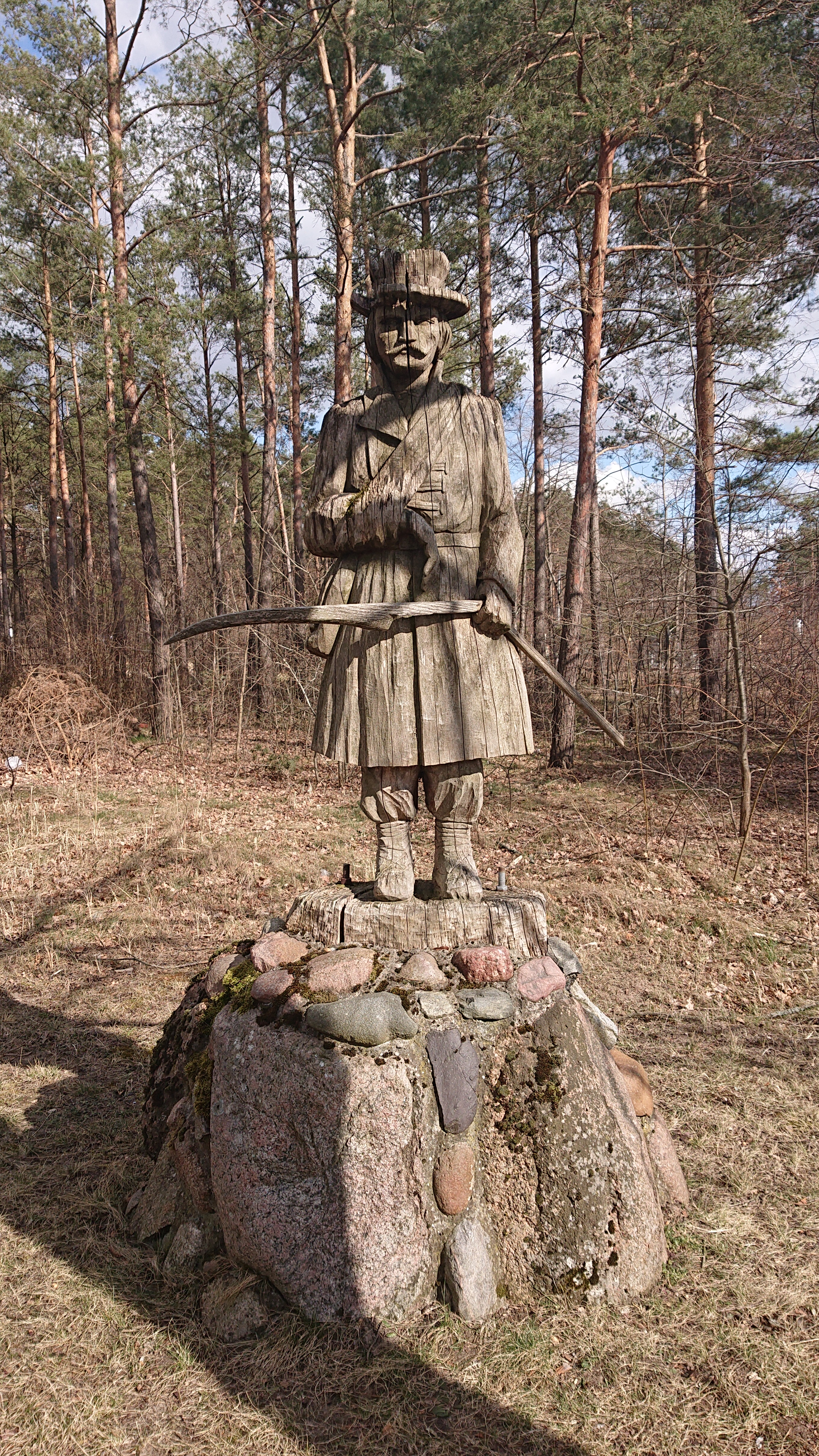
Rzeźba Kurpia przy starym kościele
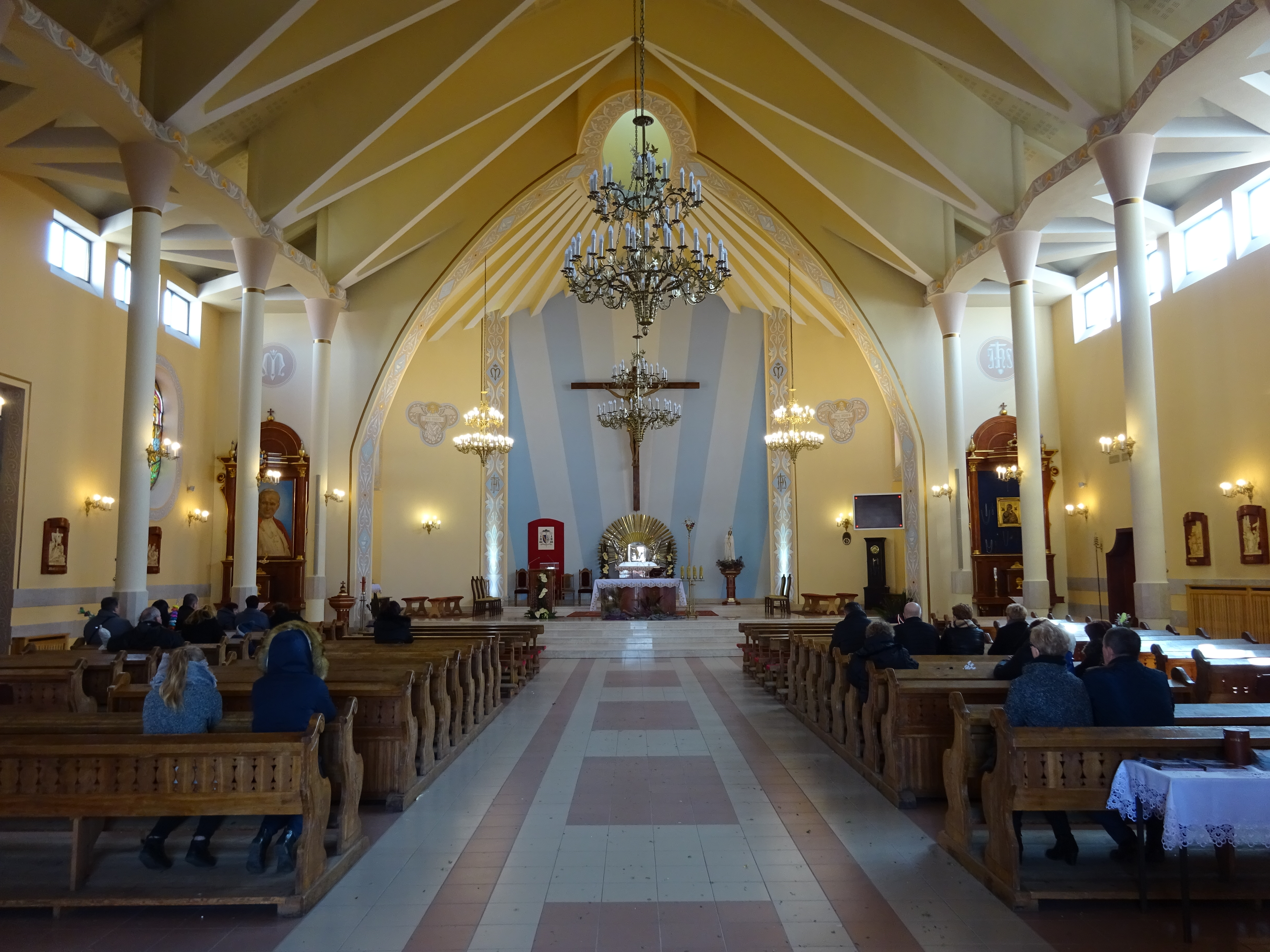
Wnętrze nowego kościoła